# Hidden Folks
Hidden Folks est un jeu vidéo d’objets cachés développé et édité par Adriaan de Jongh et Sylvain Tegroeg, sorti en 2017 sur Windows, macOS, iOS et Android, puis en 2018 sur Nintendo Switch. Le jeu propose des graphismes en noir et blanc et en rendu proche de l’illustration.

## Système de jeu
Hidden Folks est un jeu vidéo d’objets cachés dans lequel le joueur doit trouver des personnages, des objets et des animaux dans divers environnements, dans le même principe que la série de livres britannique Où est Charlie ?. Chaque décor est animé et composé d’art monochrome. On peut interagir avec la majorité des objets en cliquant dessus.

## Développement
Hidden Folks a été développé le designer indépendant néerlandais Adriaan de Jongh et l’artiste français Sylvain Tegroeg. Un prototype du jeu a été créé par Adriaan de Jongh après qu’il a vu des illustrations détaillées durant l’exposition de fin d’études de Tegroeg. Les deux hommes ont commencé à collaborer en 2014, quand Tegroeg a remarqué et a été impressionné par la manière dont De Jongh avait utilisé son art. L’idée de créer un jeu d’objets cachés est venu naturellement des illustrations détaillées de Tegroeg. Tous les dessins du jeu ont été faits à la main sur du papier, numérisés et assemblés manuellement pour former les décors. Le jeu a été créé en utilisant le moteur Unity, cependant, De Jongh a aussi utilisé d’autres outils pour gérer la numérisation des dessins et maintenir la résolution sur des appareils mobiles. Hidden Folks a été conçu pour être une expérience de jeu relaxante. La bande-son du jeu est composée de bruits faits par la bouche des développeurs.
Le jeu a été annoncé en février 2016. Il est sorti sous iOS, Android, Linux, macOS et Windows le 15 février 2017, ainsi que sur Nintendo Switch le 31 octobre 2018.

## Accueil
Le site web TouchArcade a donné la note de 5/5 à Hidden Folks et l’a élu Game of the Week (« Jeu de la semaine ») le 17 février 2017.